# Muestra (comercio)

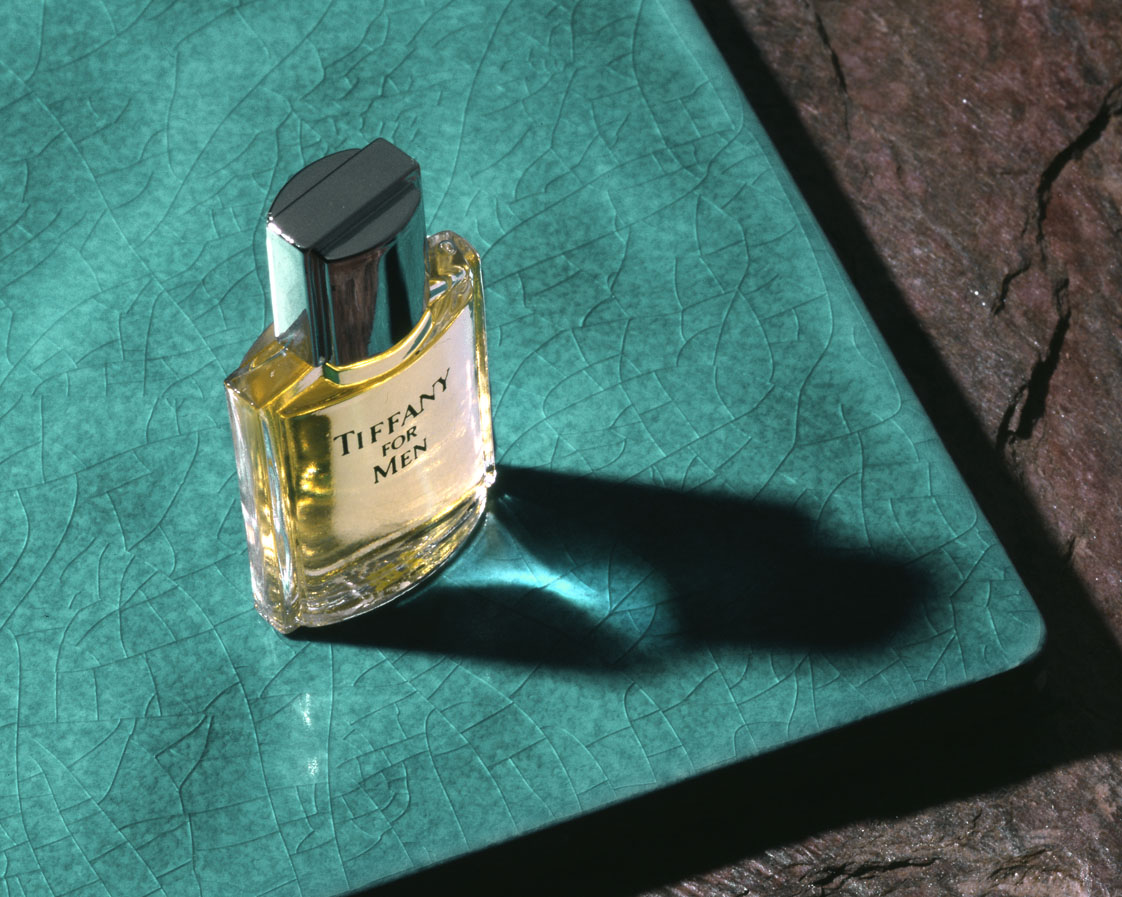
Muestra de colonia Tiffany

En comercio, una muestra es una pequeña cantidad de producto que se enseña o regala para darlo a conocer o promocionarlo. A un conjunto de muestras se le denomina muestrario.

## Muestras Gratis
Una muestra gratis o freebie es una porción de comida u otro producto (por ejemplo, productos de belleza) que se ofrece a los consumidores en supermercados u otros centros de ventas.
En mercadotecnia, las muestras gratis se utilizan como una técnica para lanzar un producto o incrementar las ventas de uno existente. La justificación reside en que una persona es más proclive a comprar un producto que ha probado que uno que no. La entrega de muestras suele ser gratuita y se realiza de diferentes modos:
- En el punto de venta.
- Junto a una página publicitaria en una publicación. Es muy común en el sector de la perfumería pegar a la página un sobre de colonia, crema, after shave, etc.
- Como regalo junto a una publicación.
- Por correo a vuelta del envío de un cupón o un mensaje SMS.
- Como regalo junto a la compra de otro modelo similar o complementario.

Los fabricantes intentan dar a conocer nuevas gamas de producto incluyendo una muestra junto a un producto bien introducido, ya sea incluyéndolo dentro del envase o retractilándolo junto al propio producto. De este modo, se aseguran una divulgación rápida y barata del nuevo lanzamiento con el beneficio añadido de orientarlo directamente a su público objetivo. Es una técnica muy habitual, en los sectores de perfumería y alimentación.

## Historia
El fabricante de jabones Benjamin T. Babitt fue una de las primeras personas conocidas, aunque de seguro no el primero que lo hacía, en ofrecer muestras gratis de sus productos.

## En la web
Se ha hecho muy popular la solicitud de muestras gratis a través de los sitios web de diversas empresas, con esta técnica logran llegar a más clientes potenciales a través de Internet.